# Danny Cohen (Ingenieur)
Danny Cohen (* 9. Dezember 1937 in Haifa, Völkerbundsmandat für Palästina; † 12. August 2019 in Palo Alto, Kalifornien, USA) war ein aus Israel stammender Informatiker und Internet-Pionier.

## Biografie
Danny Cohen wurde 1937 in Haifa geboren. Sein Vater, David, wanderte aus Russland in das vorstaatliche Israel ein. Seine Mutter, Dorit, kam aus Ungarn. Danny Cohen war Mitglied der zionistischen Jugendbewegung HaSchomer HaZa'ir und besuchte die Hugim-Schule in Haifa. Sein Interesse an Computern wurde durch einen Zeitungsartikel geweckt, der den Computer als elektronisches Gehirn beschreibt.
Cohen erwarb 1963 einen Bachelor in Mathematik am Technion in Haifa. 1965 bis 1967 studierte er am Massachusetts Institute of Technology (MIT). 1967 programmierte er den ersten interaktiven Flugsimulator. Zusammen mit Ivan Sutherland entwickelte er den Cohen-Sutherland-Algorithmus. Bei Sutherland an der Harvard University promovierte Cohen 1969 im Bereich Computergrafik.
Nach einigen Jahren in Harvard (bis 1973) und dem California Institute of Technology ging Cohen 1976 an die University of Southern California (USC), wo er am Network Voice Protocol mitarbeitete, einem Vorläufer von Voice over IP. 1980 begann er das MOSIS-Projekt (Metal Oxide Semiconductor Implementation Service), eine frühe Internet-Anwendung zum verteilten Entwurf von integrierten Schaltkreisen.
Ebenfalls 1980 veröffentlichte er seinen wohl bekanntesten Aufsatz On Holy Wars and a Plea for Peace, mit dem er in den Streit um die Byte-Reihenfolge bei Datenübertragungen im Internet eingriff.
In den 1990er Jahren arbeitete Cohen in verschiedenen Projekten im Bereich Distributed Interactive Simulation. Er entwarf ein LAN-System namens ATOMIC, aus dem Myrinet entstand. 1994 war Cohen Mitgründer von Myricom, einer Firma zur Vermarktung von Myrinet. Zu den weiteren Projekten Cohens gehört FastXchange für den elektronischen Geschäftsverkehr sowie eine digitale Bibliothek.
Ab 2001 arbeitete Cohen für Sun Microsystems an schneller Kommunikation über kurze Distanzen. Er war weiterhin als außerordentlicher Professor an der University of Southern California tätig.
Cohen war Mitglied verschiedener Ausschüsse des US-amerikanischen Verteidigungsministeriums, der National Institutes of Health und des National Research Council.
Cohen wurde mehrfach für seine Leistungen ausgezeichnet. 2013 organisierte Google eine Veranstaltung zu Ehren Cohens.
Danny Cohens Tochter Orly starb 1993 bei einem Verkehrsunfall. Sie stammte aus seiner ersten Ehe mit Schoschana Brauner. Er hinterlässt einen Sohn, David, aus seiner zweiten Ehe mit Delia Heilig.

## Auszeichnungen
- 1993: United States Air Force Meritorious Civilian Service Award
- 2006: Mitglied der National Academy of Engineering
- 2010: IEEE Fellow
- 2012: Internet Hall of Fame